# 明治製糖
35°30′52″N 140°03′53″E / 35.514542°N 140.064743°E

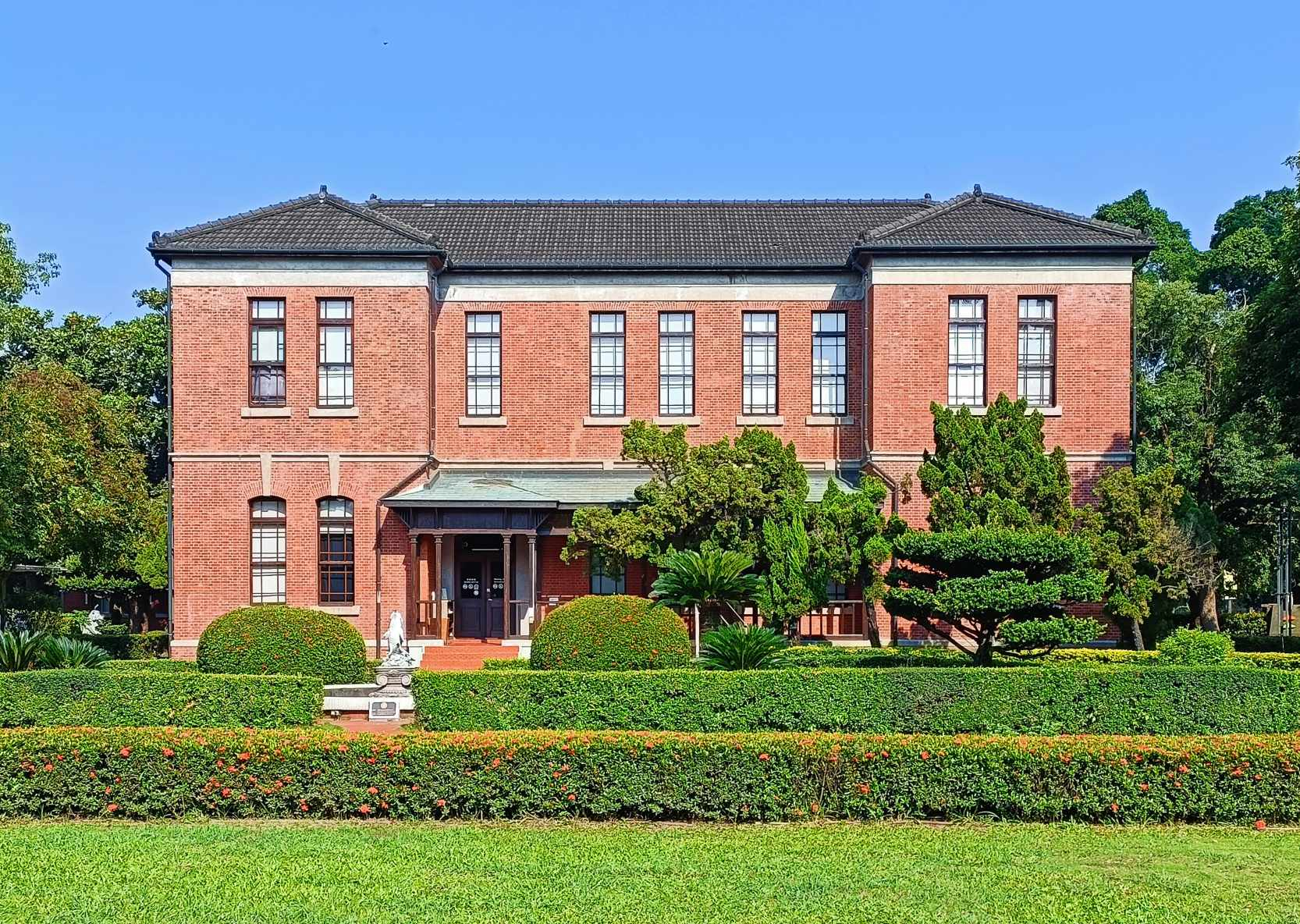
明治製糖本社辦公室（位在麻豆糖廠內，現稱總爺紅樓）

明治製糖株式會社（簡稱明糖）是一家曾經存在的製糖公司，於1906（明治39年）年設立，於二戰前的本社位在臺灣臺南州麻豆街（今臺南市麻豆區）、並在臺灣、北海道、樺太、滿州國、日本內地等地經營糖、酒精、紙漿、乳製品生產製造、鐵道運輸等事業。其旁系會社包含明治製菓、明治商店、河西鐵道、朝日牛乳、樺太製糖、極東煉乳、南投輕鐵、北陸製乳等會社，並且是台灣的四大製糖會社之一。
二戰後，明治製糖在台灣的資產由台灣糖業公司接收，改為「台糖第三區分公司」；日本內地的部分於1950年成立「明糖株式會社」，1952年改為「明治製糖株式會社」。明治製糖後因虧損，在1984年3月頂讓給大日本製糖，成為100%由三菱商事出資的子公司。1996年7月，與大日本製糖合併為「大日本明治製糖」。2021年4月，大日本明治製糖、三井製糖合併為「DM三井製糖控股株式會社」。

## 簡介

### 發展沿革
由於日本的企業界在日俄戰爭之後認為未來經濟看好，於是開始大舉對外投資，而臺灣的製糖業即成為了投資標的之一，明治製糖便是在此背景下成立。1906年12月，由澀澤榮一（任顧問）、小川䤡吉（任取締役社長）、相馬半治（任專務董事）、森村市左衛門、武井守正、淺田正文、植村澄三郎、山本直良等人發起，以資本金500萬圓於鹽水港廳蔴荳支廳（現：台南市麻豆區）總爺成立明治製糖，並延攬多位臺灣總督府官員前來任職，如宮尾舜治、內田嘉吉等。
- 1907年7月，明治製糖收購蔴荳製糖株式會社，開始從事粗糖製造。1908年12月，設立蕭壠工場。
- 1910年11月，在嘉義廳蒜頭庄（現：嘉義縣六腳鄉）設立蒜頭工場。
- 1911年3月，為了利用製糖的副產物──糖蜜，在蒜頭工場內設置酒精工場；同年12月設立總爺工場。
- 1912年1月，併購位在日本川崎市的橫濱精糖株式會社，獲得川崎工場，並開始製造精糖。
- 1913年7月，併購了位在南投街的中央製糖株式會社，獲得南投工場。
- 1915年3月，在日本川崎工場新設立角糖工場。
- 1916年7月，在日本戶畑市設置製造精糖的戶畑工場。
- 1918年2月，將蕭壠工場的設備改為生產耕地白糖。
- 1920年10月，併購位在臺中州溪湖庄的大和製糖株式會社，獲得溪湖工場。
- 1922年1月，設置南投酒精工場，同年4月在戶畑工場設置角糖工場。
- 1923年6月，併購了位在日本北海道清水的日本甜菜製糖株式會社（附屬甜菜紙漿工場），明治製糖因此開始從事甜菜糖、紙漿和乳製品製造。
- 1923年10月，併購位在神戶市的帝國製糖株式會社神戶精糖工場。
- 1924年7月，將日本川崎工場改建成最新式的工場設施。為了擴張至中國的販售通路，在1924年7月於中國上海市設置生產精糖的明華糖廠。
- 1925年2月，設置總爺酒精工場。
- 1927年9月，併購東洋製糖株式會社，獲得了南靖工場、烏樹林工場。
- 1930年4月，設立溪湖酒精工場。
- 1935年7月，在日本北海道設立士別工場[1]。
- 1943年，合併臺東製糖，獲得卑南工場。

二次世界大戰後，明治製糖與大日本製糖、臺灣製糖、鹽水港製糖的在臺資產合併成「臺灣糖業公司」。在日本本土的資產則以明治製糖株式會社存續；並於1996年與大日本製糖合併成大日本明治製糖株式會社。

### 本社及東京事務所

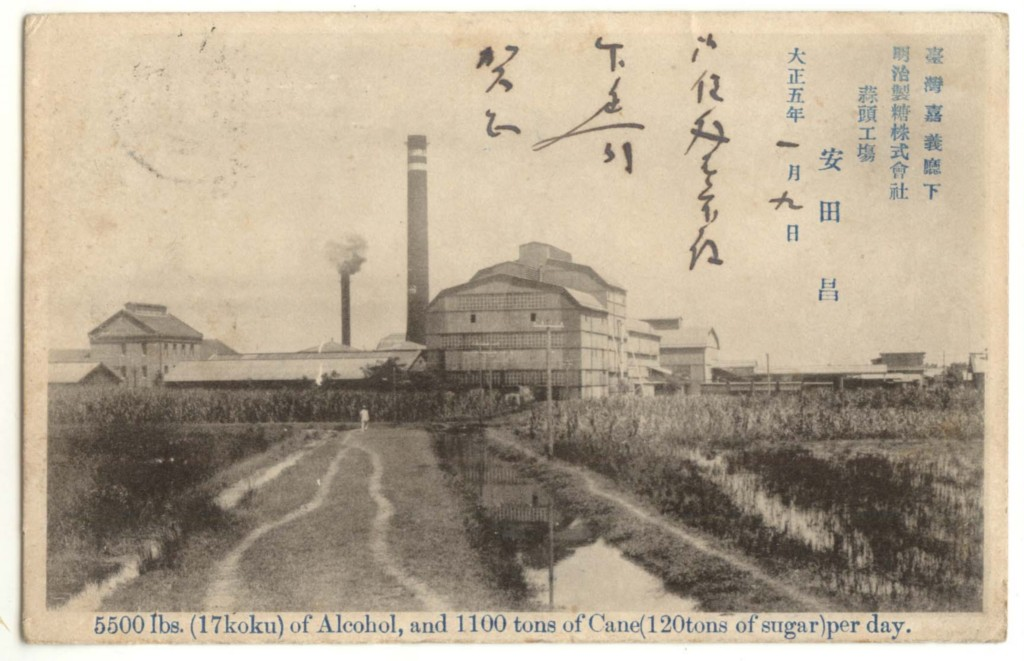
蒜頭工場 (蒜頭糖廠)

明治製糖最初於1906年10月，在東京市日本橋區坂木町設立事務所，之後稱為「東京事務所」，同年11月在台灣台南市做箴街設立事務所。在台灣的事務所於1907年7月遷到蕭壠工場內，並將本社設置於此；之後隨總爺工場的興建，在1911年將本社搬到麻豆。東京事務所在1912年3月，搬到麴町區有樂町的三菱十五號館。東京事務所實際上是明治製糖主要金融、販售、行政調度等事務的中心，並管轄日本內地的精糖工場，也是社長工作及股東會召開的所在；台灣的本社則是負責統一管轄位在台灣的製糖及酒精工場。

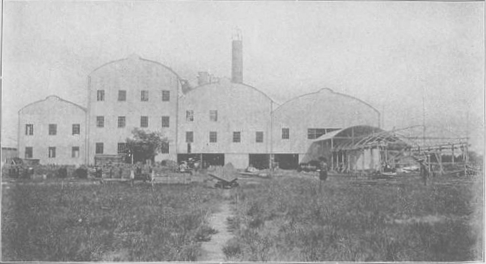
蕭壠工場 (佳里糖廠)

## 製糖工場
| 名稱         | 位置                   | 由來                 | 能力    | 產品       | 備註   |
| ------------ | ---------------------- | -------------------- | ------- | ---------- | ------ |
| 總爺工場     | 臺南州曾文郡麻豆街     | 1911年設立           | 1,000噸 | 粗糖       |        |
| 蕭壠工場     | 臺南州北門郡佳里街     | 1908年設立           | 840噸   | 粗糖、白糖 |        |
| 烏樹林工場   | 臺南州新營郡後壁庄     | 1927年併東洋製糖     | 840噸   | 粗糖、白糖 |        |
| 南靖工場     | 臺南州嘉義郡水上庄     | 1927年併東洋製糖     | 1,400噸 | 粗糖、白糖 |        |
| 蒜頭工場     | 臺南州東石郡六腳庄     | 1910年設立           | 2,200噸 | 粗糖       |        |
| 南投工場     | 臺中州南投郡南投街     | 1913年併中央製糖     | 840噸   | 粗糖       |        |
| 溪湖工場     | 臺中州員林郡溪湖街     | 1920年併大和製糖     | 1,290噸 | 粗糖       |        |
| 卑南工場     | 臺東廳臺東郡臺東街     | 1943年併臺東製糖     |         |            |        |
| 川崎工場     | 川崎市堀川町           | 1912年併橫濱精糖     |         | 精糖、角糖 |        |
| 神戶工場     | 神戶市高松町           | 1923年併帝國製糖     |         | 精糖、角糖 |        |
| 戶畑工場     | 戶畑市戶畑             | 1916年設立           |         | 精糖、角糖 |        |
| 明華糖廠     | 中華民國上海市楊樹浦路 | 1924年設立           |         | 精糖       |        |
| 清水工場     | 北海道十勝國清水       | 1923年併日本甜菜製糖 | 600噸   | 白糖、紙漿 | 甜菜糖 |
| 士別工場     | 北海道天鹽國士別       | 1936年設立           | 600噸   | 白糖、紙漿 | 甜菜糖 |
| 總爺酒精工場 | 臺南州曾文郡麻豆街     | 1925年設立           |         | 酒精       |        |
| 南靖酒精工場 | 臺南州嘉義郡水上庄     | 1927年併東洋製糖     |         | 酒精       |        |
| 蒜頭酒精工場 | 臺南州東石郡六腳庄     | 1911年設立           |         | 酒精       |        |
| 南投酒精工場 | 臺中州南投郡南投街     | 1922年設立           |         | 酒精       |        |
| 溪湖酒精工場 | 臺中州員林郡溪湖街     | 1930年設立           |         | 酒精       |        |

## 製糖鐵道

### 二水－南投
| 二水─南投                        |          |                |              |
| *明治44年（1911年）11月21日 開業 |          |                |              |
| 車站名                           | 營業里程 | 備考           | 所在地       |
| 二水                             | 0        |                | 彰化縣二水鄉 |
| 鼻子頭                           | 3.0      |                | 彰化縣二水鄉 |
| 名間                             | 10.7     |                | 南投縣名間鄉 |
| 虎子坑                           | 13.8     |                | 南投縣名間鄉 |
| 新街                             | 15.2     |                | 南投縣名間鄉 |
| 三塊厝                           | 19.3     | 舊名「會社前」 | 南投縣南投市 |
| 明治南投                         | 18.9     | 舊名「南投」   | 南投縣南投市 |
| 濁水─名間                        |          |                |              |
| *昭和8年（1933年）5月31日 開業   |          |                |              |
| 濁水                             | 0        |                | 南投縣名間鄉 |
| 名間                             | 0.8      |                | 南投縣名間鄉 |

### 南投－鄉親寮線
| 南投‧鄉親寮線（南投─鄉親寮）    |          |      |              |
| *昭和13年（1938年）6月20日 開業 |          |      |              |
| 車站名                          | 營業里程 | 備考 | 所在地       |
| 南投                            | 0        |      | 南投縣南投市 |
| 千秋斗                          | 3.4      |      | 南投縣南投市 |
| 新厝                            | 5.1      |      | 南投縣名間鄉 |
| 竹子坑                          | 5.9      |      | 南投縣中寮鄉 |
| 撻子灣                          | 6.7      |      | 南投縣中寮鄉 |
| 東勢閣                          | 8.8      |      | 南投縣中寮鄉 |
| 中寮                            | 9.8      |      | 南投縣中寮鄉 |
| 鄉親寮                          | 10.9     |      | 南投縣中寮鄉 |

### 員林－鹿港線
| 鹿港線（員林─鹿港）           |          |                |                           |
| *大正8年（1919年）3月1日 開業 |          |                |                           |
| 車站名                        | 營業里程 | 備考           | 所在地                    |
| 員林                          | 0        |                | 彰化縣員林市              |
| 南員林                        | 0.2      |                | 彰化縣員林市              |
| 坡心                          | 2.8      |                | 彰化縣埔心鄉忠義北路208號 |
| 二重湳                        | 4.9      |                | 彰化縣埔心鄉興霖路581號   |
| 巫厝                          | 6.9      |                | 彰化縣溪湖鎮成功路226號   |
| 新溪湖                        | 9.1      |                | 彰化縣溪湖鎮              |
| 溪湖                          | 9.3      | 舊名「工場前」 | 彰化縣溪湖鎮              |
| 北溪湖                        | 10.2     | 舊名「溪湖」   | 彰化縣溪湖鎮              |
| 頂寮                          | 12.1     |                | 彰化縣溪湖鎮              |
| 埔塩                          | 14.2     |                | 彰化縣埔鹽鄉              |
| 瓦磘                          | 15.6     |                | 彰化縣埔鹽鄉              |
| 外中                          | 16.2     |                | 彰化縣福興鄉              |
| 番社                          | 18.4     |                | 彰化縣福興鄉              |
| 明治鹿港                      | 21.2     | 舊名「鹿港」   | 彰化縣鹿港鎮              |

### 溪湖－二林線
| 溪湖‧二林線（溪湖─二林） |          |      |              |
| *昭和13年（1938年） 開業 |          |      |              |
| 車站名                   | 營業里程 | 備考 | 所在地       |
| 溪湖                     | 0        |      | 彰化縣溪湖鎮 |
| 西勢厝                   | 2.4      |      | 彰化縣溪湖鎮 |
| 小埔心                   | 5.8      |      | 彰化縣埤頭鄉 |
| 大排沙                   | 8.4      |      | 彰化縣二林鎮 |
| 二林                     | 11.9     |      | 彰化縣二林鎮 |

### 嘉義－朴子線
| 朴子線（嘉義─港墘）              |          |      |              |
| *明治42年（1909年）10月23日 開業 |          |      |              |
| 車站名                           | 營業里程 | 備考 | 所在地       |
| 嘉義                             | 0        |      | 嘉義市       |
| 竹圍子                           | 0.8      |      | 嘉義市       |
| 大溪厝                           | 2.9      |      | 嘉義市       |
| 竹子腳                           | 5.0      |      | 嘉義市       |
| 水虞厝                           | 6.1      |      | 嘉義縣太保市 |
| 過溝                             | 8.1      |      | 嘉義縣太保市 |
| 溪南                             | 11.2     |      | 嘉義縣太保市 |
| 田尾                             | 12.9     |      | 嘉義縣太保市 |
| 蒜頭                             | 15.5     |      | 嘉義縣六腳鄉 |
| 小槺榔                           | 17.3     |      | 嘉義縣朴子市 |
| 朴子                             | 21.3     |      | 嘉義縣朴子市 |
| 港墘                             | 24.8     |      | 嘉義縣東石鄉 |

### 蒜頭－水上線
| 蒜頭‧水上線（蒜頭─水上）       |          |      |              |
| *昭和5年（1930年）7月25日 開業 |          |      |              |
| 車站名                         | 營業里程 | 備考 | 所在地       |
| 蒜頭                           | 0        |      | 嘉義縣六腳鄉 |
| 新太保                         | 2.9      |      | 嘉義縣太保市 |
| 太保                           | 4.2      |      | 嘉義縣太保市 |
| 後潭                           | 5.6      |      | 嘉義縣太保市 |
| 大崙                           | 7.1      |      | 嘉義縣水上鄉 |
| 頂過溝                         | 8.6      |      | 嘉義縣水上鄉 |
| 南靖                           | 11.5     |      | 嘉義縣水上鄉 |
| 水上                           | 11.8     |      | 嘉義縣水上鄉 |

### 番子田－麻豆－學甲線
| 番子田線（番子田─二重港）       |          |      |              |
| *明治42年（1909年）5月22日 開業 |          |      |              |
| 車站名                          | 營業里程 | 備考 | 所在地       |
| 番子田                          | 0        |      | 臺南市官田區 |
| 西庄                            | 2.7      |      | 臺南市官田區 |
| 寮子廍                          | 4.2      |      | 臺南市麻豆區 |
| 本社前                          | 6.2      |      | 臺南縣麻豆區 |
| 麻豆                            | 8.0      |      | 臺南市麻豆區 |
| 新麻豆                          | 8.7      |      | 臺南市麻豆區 |
| 子良廟                          | 11.9     |      | 臺南市佳里區 |
| 佳里                            | 16.1     |      | 臺南市佳里區 |
| 佳里興                          | 18.4     |      | 臺南市佳里區 |
| 營頂                            | 19.1     |      | 臺南市佳里區 |
| 大灣                            | 21.1     |      | 臺南市學甲區 |
| 學甲                            | 23.9     |      | 臺南市學甲區 |
| 中洲                            | 26.8     |      | 臺南市學甲區 |
| 二重港                          | 28.3     |      | 臺南市北門區 |
| 新麻豆─巷子                     |          |      |              |
| 新麻豆                          | 0        |      | 臺南市麻豆區 |
| 巷子                            | 0.5      |      | 臺南市麻豆區 |
| 新麻豆─麻豆街                   |          |      |              |
| 新麻豆                          | 0        |      | 臺南市麻豆區 |
| 麻豆                            | 0.5      |      | 臺南市麻豆區 |
| 麻豆街                          | 1.7      |      | 臺南市麻豆區 |